# Rio Perticara
Il Rio Perticara è un corso d'acqua dell'Appennino modenese, che attraversa la Valle del Pelago congiungendosi al Torrente Scoltenna nei pressi della sede comunale di Pievepelago.

## Il corso del Rio Perticara
Il Rio Perticara pone le sue sorgenti a circa 1.500 m s.l.m. in un vallone, sulle pendici modenesi del Monte Spicchio (1.656 m s.l.m.). Con una rapida discesa verso nord raggiunge in 1,5 kilometri la località Ca Sega, a circa 1.100 metri d'altezza, quindi curva bruscamente verso est lambendo la frazione di Sant'Annapelago. A 947 m s.l.m., dopo circa 5 kilometri dalla sorgente, riceve il Rio Fontanacce, il suo affluente più consistente, dal Monte Giovo. Il corso d'acqua curva poi lentamente verso nord, arrivando presso Pievepelago. La sua confluenza con il Torrente Scoltenna è a 765 metri d'altezza.

### Principali affluenti
- Rio Fontanacce
  - Rio Valdarno